# Shiranui (1938)
Shiranui lub Shiranuhi (jap. 不知火, しらぬひ, シラヌヒ) – niszczyciel japońskiej Cesarskiej Marynarki Wojennej typu Kagerō z okresu II wojny światowej. Brał udział w działaniach od początku wojny na Pacyfiku. Zatopiony 27 października 1944 podczas bitwy o Leyte. Forma nazwy „Shiranuhi” jest według starszej pisowni.

## Historia
„Shiranuhi” był drugim okrętem serii dużych japońskich niszczycieli typu Kagerō. Zamówiony był w ramach programu finansowego z 1937 roku (numer budowy 18). Nazwę można przetłumaczyć jako „fosforyzująca piana na wodzie”.
Stępkę pod budowę okrętu położono 30 sierpnia 1937 w stoczni Uraga Dock w Tokio, wodowano go 27 czerwca 1938, jako pierwszy okręt typu Kagero. Okręt wszedł do służby 20 grudnia 1939.

## Służba
Po wejściu do służby „Shiranui” został przydzielony do 18. Dywizjonu Niszczycieli (Kuchikutai) 2. Eskadry Niszczycieli (Suirai Sentai) 2. Floty. Pierwszym dowódcą był kmdr por. Shizuo Akazawa.

### Działania pierwszego etapu wojny, 1941-1942
W pierwszym okresie II wojny światowej na Pacyfiku, począwszy od grudnia 1941, „Shiranui” eskortował lotniskowce japońskie, począwszy od eskorty zespołu uderzeniowego wiceadm. Chūichi Nagumo podczas ataku na Pearl Harbor 7 grudnia 1941.  24 grudnia powrócił do Kure w Japonii. 
W dniach 8-14 stycznia 1942 eskortował lotniskowce z Japonii na wody południowe, po czym 20 stycznia osłaniał „Shōkaku” i „Zuikaku” podczas ataków na Rabaul, 21 stycznia - na Lae i Salamaua na Nowej Gwinei, a 23 stycznia - podczas desantu na Rabaul i Kavieng. 19 lutego osłaniał lotniskowce w ataku na Port Darwin.
Od 25 lutego „Shiranui” eskortował lotniskowce w operacjach na południe od Jawy. 1 marca wraz z „Kasumi” zatopił statek handlowy. 5 marca osłaniał lotniskowce podczas ataków na Tjilatjap. Następnie od 27 marca osłaniał lotniskowce podczas rajdu na Ocean Indyjski. 23 kwietnia powrócił do Kure i został skierowany do krótkiego remontu.
W dniach 3-6 czerwca 1942 „Shiranui” brał udział w operacji mającej na celu zajęcie Midway, eskortując zespół transportowców, lecz inwazja nie doszła do skutku z powodu klęski w bitwie pod Midway. W dniach 17-23 czerwca eskortował krążowniki „Kumano„ i „Suzuya” z Truk do Kure. Między 28 czerwca a 4 lipca eskortował transportowiec wodnosamolotów „Chiyoda” z Yokosuka w Japonii na Kiska (Aleuty). 5 lipca został jednak storpedowany i poważnie uszkodzony przez amerykański okręt podwodny USS „Growler” (SS-215) (3 zabitych). Po prowizorycznych naprawach i wzmocnieniu kadłuba, między 15 sierpnia a 3 września 1942 został przeholowany z Kiska przez Shimushu do Maizuru (m.in. przez niszczyciel „Inazuma”).
Na czas remontu, 31 sierpnia 1942 okręt został wycofany do „specjalnej rezerwy”. Remont trwał aż do 15 listopada 1943 i podczas niego wieża dział 127 mm nr 2 (na rufie) została zdemontowana i zastąpiona przez dwa potrójne stanowiska działek przeciwlotniczych 25 mm. Na przełomie 1943 roku na niszczycielach tego typu zamieniano też dwa dotychczasowe podwójnie sprzężone działka 25 mm na śródokręciu na potrójnie sprzężone oraz dodawano jedno podwójne stanowisko przed mostkiem.

### Działania końcowego etapu wojny, 1943-1944
15 listopada 1943 „Shiranui” przydzielono do 9. Floty. W styczniu-lutym 1944 zajmował się eskortowaniem konwojów między Palau, Wewak i Hollandią. 1 marca został przydzielony do 9. Dywizjonu Niszczycieli (od końca marca jako 18. Dywizjon) 1. Eskadry Niszczycieli 5. Floty. Od kwietnia pełnił służbę patrolową i eskortową na północnym obszarze operacyjnym i eskortował  okręty i konwoje między wyspami Japonii.
W dniach 24-27 października 1944 „Shiranui” wziął udział w bitwie o Leyte, eskortując 2. Dywersyjny Zespół Uderzeniowy adm. Shimy, walczący w cieśninie Surigao. Asystował m.in. uszkodzonemu niszczycielowi „Hayashimo„. 27 października został zatopiony przez amerykańskie lotnictwo zespołu TF 77 na północ od wyspy Panay, w rejonie pozycji 12°00′N 122°30′E/12,000000 122,500000. Zatonął z całą załogą, w tym dowódcą 18. Dywizjonu komandorem Yoshio Inoue. 10 grudnia 1944 został oficjalnie skreślony z listy floty. 

## Dowódcy
Źródło:
| 1. | kmdr por. Shizuo Akazawa         | - ? 1941 - 10 września 1942                |
| 2. | różni dowódcy (okręt w rezerwie) | - 10 września 1942 - 1 listopada 1943      |
| 3. | kmdr ppor. Teisaburo Ara         | - 1 listopada 1943 - 27 października 1944† |

## Dane techniczne
Opis konstrukcji i szczegółowe dane – w artykule niszczyciele typu Kagerō. Poniżej dane ogólne dla niszczycieli tego typu.
- wyporność:
  - standardowa: 2033 t
  - pełna: ok. 2600 t
- wymiary:
  - długość całkowita: 118,5 m
  - długość na linii wodnej: 116,2 m
  - szerokość: 10,8 m
  - zanurzenie: 3,8 m
- napęd: 2 turbiny parowe o mocy łącznej 52 000 KM, 3 kotły parowe (ciśnienie pary 30 at), 2 śruby
- prędkość maksymalna: 35 w.
- zasięg: 5000 mil morskich przy prędkości 18 w.
- zapas paliwa: 500 t.
- załoga: 240

### Uzbrojenie i wyposażenie
- początkowo:[4]
  - 6 dział kalibru 127 mm w wieżach dwudziałowych (3xII).
    - długość lufy – L/50 kalibrów, kąt podniesienia 55°

  - 4 działka przeciwlotnicze 25 mm Typ 96 (2xII)
  - 8 wyrzutni torpedowych 610 mm (2xIV, 16 torped Typ 93)
  - 2 miotacze bomb głębinowych (16 bomb głębinowych)

- od końca 1943:
  - 4 działa kalibru 127 mm (2xII)
  - 14 działek przeciwlotniczych 25 mm Typ 96 (4xIII, 1xII - prawdopodobnie)[4]
  - 8 wyrzutni torpedowych 610 mm (2xIV)
  - 4 miotacze bomb głębinowych (36 bomb głębinowych)[4]